# Aqua (álbum)
Aqua es el séptimo álbum de estudio de la banda brasileña de power metal Angra. 
Fue lanzado en agosto de 2010 y se trata de su última grabación con Eduardo Falaschi como vocalista; también fue su último álbum de estudio con el baterista Ricardo Confessori.

## Detalles
El álbum cuenta con el baterista Ricardo Confessori, que había dejado la banda junto a Andre Matos y Luis Mariutti en el año 2000 y había sido desde entonces sustituido por Aquiles Priester.
De acuerdo con el guitarrista Rafael Bittencourt, el álbum se basó en "The Tempest", obra teatral de William Shakespeare.
Bittencourt:
```
"Además de todas las cualidades del texto, nos enteramos de que 'agua', el elemento, es uno de los personajes principales de la historia. 
Se transforma durante los ciclos y cambia las cosas. Representa la rabia de las altas mareas y tempestades, y luego el perdón y la sabiduría en calma. 
Todo sucede después de una tormenta violenta que se produce en el mar, en una colina de la isla. 
Mientras que las aguas salvajes vienen de arriba y abajo, un barco y toda la tripulación están luchando por sobrevivir. A partir de este punto, hemos desarrollado una narrativa muy interesante que va a llamar la atención de los oyentes."
```

Aqua se publicó a través de distintos sellos discográficos a nivel internacional, pero en Brasil la banda optó por la auto-edición para mantener el control de todo lo relacionado con el álbum a nivel local.
No obstante esto, el grupo le otorgó licencia al sello independiente brasileño Voice Music para reeditarlo.

## Lista de canciones
| N.º | Título                   | Letras                            | Música                                                     | Duración |  |
| 1.  | «Viderunt Te Aquae»      |                                   | Rafael Bittencourt                                         | 1:00     |  |
| 2.  | «Arising Thunder»        | Edu Falaschi                      | Edu Falaschi, Kiko Loureiro                                | 4:52     |  |
| 3.  | «Awake from Darkness»    | Felipe Andreoli                   | Edu Falaschi, Felipe Andreoli and Rafael Bittencourt       | 5:54     |  |
| 4.  | «Lease of Life»          | Edu Falaschi                      | Edu Falaschi                                               | 4:34     |  |
| 5.  | «The Rage of the Waters» | Rafael Bittencourt                | Rafael Bittencourt, Ricardo Confessori and Felipe Andreoli | 5:34     |  |
| 6.  | «Spirit of the Air»      | Edu Falaschi                      | Edu Falaschi, Kiko Loureiro                                | 5:23     |  |
| 7.  | «Hollow»                 | Felipe Andreoli                   | Felipe Andreoli, Rafael Bittencourt                        | 5:30     |  |
| 8.  | «A Monster in Her Eyes»  | Rafael Bittencourt                | Rafael Bittencourt                                         | 5:15     |  |
| 9.  | «Weakness of a Man»      | Kiko Loureiro, Rafael Bittencourt | Kiko Loureiro, Rafael Bittencourt                          | 6:12     |  |
| 10. | «Ashes»                  | Kiko Loureiro                     | Kiko Loureiro                                              | 5:05     |  |

### Edición doble limitada
CD 1
| N.º | Título                   | Letras                            | Música                                                     | Duración |  |
| 1.  | «Viderunt Te Aquae"»     |                                   | Rafael Bittencourt                                         | 1:01     |  |
| 2.  | «Arising Thunder»        | Edu Falaschi                      | Edu Falaschi, Kiko Loureiro                                | 4:52     |  |
| 3.  | «Awake from Darkness»    | Felipe Andreoli                   | Edu Falaschi, Felipe Andreoli and Rafael Bittencourt       | 5:55     |  |
| 4.  | «Lease of Life»          | Edu Falaschi                      | Edu Falaschi                                               | 4:34     |  |
| 5.  | «The Rage of the Waters» | Rafael Bittencourt                | Rafael Bittencourt, Ricardo Confessori and Felipe Andreoli | 5:43     |  |
| 6.  | «Spirit of the Air»      | Edu Falaschi                      | Edu Falaschi, Kiko Loureiro                                | 5:23     |  |
| 7.  | «Hollow»                 | Felipe Andreoli                   | Felipe Andreoli, Rafael Bittencourt                        | 5:31     |  |
| 8.  | «A Monster in Her Eyes»  | Rafael Bittencourt                | Rafael Bittencourt                                         | 5:16     |  |
| 9.  | «Weakness of a Man»      | Kiko Loureiro, Rafael Bittencourt | Kiko Loureiro, Rafael Bittencourt                          | 6:13     |  |
| 10. | «Ashes»                  | Kiko Loureiro                     | Kiko Loureiro                                              | 5:12     |  |

CD 2
| N.º | Título                 | Letras                              | Música                                                            | Duración |  |
| 1.  | «Nova Era»             | Rafael Bittencourt, Felipe Andreoli | Edu Falaschi, Kiko Loureiro                                       | 4:52     |  |
| 2.  | «Rebirth»              | Rafael Bittencourt                  | Rafael Bittencourt, Kiko Loureiro                                 | 5:15     |  |
| 3.  | «Hunters and Prey»     | Rafael Bittencourt                  | Kiko Loureiro, Rafael Bittencourt, Edu Falaschi, Aquiles Priester | 6:29     |  |
| 4.  | «Spread Your Fire»     | Rafael Bittencourt                  | Edu Falaschi, Kiko Loureiro                                       | 4:25     |  |
| 5.  | «Wating Silence»       | Rafael Bittencourt                  | Rafael Bittencourt, Kiko Loureiro                                 | 4:55     |  |
| 6.  | «The Course of Nature» | Edu Falaschi                        | Edu Falaschi, Kiko Loureiro                                       | 4:31     |  |
| 7.  | «Salvation: Suicide»   | Rafael Bittencourt                  | Kiko Loureiro                                                     | 4:22     |  |

## Personal
- Edu Falaschi – voz
- Kiko Loureiro – guitarra, coros
- Rafael Bittencourt – guitarra, coros
- Felipe Andreoli – bajo, guitarras adicionales, coros
- Ricardo Confessori – batería, percusión